# António de Macedo (século XVII)
António de Macedo (Coimbra, 1612 — Lisboa, 1695) foi um jesuíta português.
Foi pregador em Portugal e em Mazagão.
Desempenhou cargos importantes como reitor do Colégio de Évora e superior da Casa Professa de S. Roque.
Em 1650, acompanhou, com outro jesuíta, o embaixador português a Estocolmo, à corte da Rainha Cristina da Suécia, que o encarregou de levar uma carta sua ao geral da Companhia de Jesus, em Roma, acabando por lá se demorar bastante tempo, desempenhando alguns cargos relativos à Companhia.

## Obras
Deixou algumas obras escritas em latim:
- Elogia Nonnulla et Descriptio Coronationis Christinae Reginae Sueciae (1650)
- Lusitania Infulata et Purpurata Seu Pontificibus et Cardinalibus Illustrata (1663)
- De Vita et moribus Joannis de Almeida Sociatatis Jesu Presbytery (1669)
- Divi tutelares orbis christiani (1687).